# Гагарина, Галина Юрьевна
Гали́на Ю́рьевна Гага́рина (род. 7 марта 1961, Москва) — советский и российский экономист, доктор экономических наук, профессор, заведующая кафедрой Российского экономического университета им. Г. В. Плеханова. Заслуженный работник высшей школы Российской Федерации (2008). Дочь первого космонавта Юрия Гагарина.

## Биография
Родилась 7 марта 1961 года в Москве в семье космонавта Юрия Алексеевича Гагарина.
В 1965 году жила в Звёздном городке, где училась в местной школе.

Когда ей было семь лет, её отец погиб.
«Мама испытала огромное горе. Оно всегда с ней, такое глубокое и сильное, что говорить об этом просто невозможно. Хотя ничего такого, что нужно было бы скрывать, в нашем доме никогда не было. Сколько я помню, у нас с утра до вечера толпились люди. Одни приходили по делу, другие — с какими-то просьбами, третьим просто было интересно познакомиться с папой. Мне было семь лет, когда он погиб, и многие подробности я узнала из маминых рассказов» — вспоминала Галина Юрьевна

В 1977 году окончила среднюю школу с золотой медалью. В 1982 году окончила Московский институт народного хозяйства имени Г. В. Плеханова с отличием, получив специальность «Планирование народного хозяйства».

### Научно-педагогическая работа
С 1985 года на научно-педагогической работе в Российском экономическом университете имени Г. В. Плеханова в качестве преподавателя, доцента, профессора и заведующей кафедрой национальной и региональной экономики общеэкономического факультета.
Основная научно-педагогическая работа Г. Ю. Гагариной связана с вопросами в области региональной экономики, экономической географии, размещение производительных сил, основ и стратегии регионального развития, а также основ устойчивого и безопасного развития экономики региона. В 1985 году поступила в аспирантуру и в том же году защитила кандидатскую диссертацию. В 2013 году защитила докторскую диссертацию на соискание учёной степени доктор экономических наук по теме: «Развитие методологии управления пространственной интеграцией экономики регионов России». В 2005 году ей было присвоено учёное звание доцент по специальности «Экономика и управление народным хозяйством (региональная экономика)». Г. Ю. Гагарина с 2011 года является членом редакционной коллегии научно-аналитического журнала «Наука и практика Российского экономического университета имени Г. В. Плеханова»	и научного журнала «Вестник Российского экономического университета имени Г. В. Плеханова», является автором более 137 научных публикаций, автором 5 статей в зарубежных (38 цитирований из зарубежных журналов) и 59 в российских научных журналах (471 цитирований из российских журналов), в том числе 49 статей из перечня ВАК (363 цитирований из российских журналов из перечня ВАК), индекс Хирша — 41.
В 2011 году открыла бренд «Юрий Алексеевич Гагарин».

### Научные труды
- Территориальная организация товарного обращения в СССР / Е. В. Бельчук, Г. Ю. Гагарина; Моск. ин-т нар. хоз-ва им. Г. В. Плеханова. — М. : МИНХ, 1989. — 42 с.
- Экономика Европейского союза: учебник для студентов вузов / Г. Ю. Гагарина, В. В. Громыко, З. М. Окрут, О. В. Сагинова. — Москва : Экономистъ, 2003. — 397 с. ISBN 5-98118-007-2
- Региональная экономическая интеграция: условия и факторы пространственного развития : монография / Г. Ю. Гагарина. — Москва : МАКС Пресс, 2012. — 155 с. ISBN 978-5-317-04381-0
- Развитие методологии управления пространственной интеграцией экономики регионов России / Гагарина Галина Юрьевна; Рос. эконом. ун-т им. Г. В. Плеханова. — Москва, 2013. — 328 с.
- Российское экономическое пространство: проблемы и перспективы реструктуризации : монография / Гагарина Г. Ю. и др.; науч. ред.: Гришин В. И., Гагарина Г. Ю. — Москва : ИНФРА-М, 2013. — 185 с. ISBN 978-5-16-006660-8
- Размещение производительных сил: учебное пособие для студентов высших учебных заведений / Г. Ю. Гагарина, Е. В. Бельчук ; М-во образования и науки Российской Федерации, Федеральное гос. бюджетное образовательное учреждение высш. проф. образования «Российский экономический ун-т им. Г. В. Плеханова» (ФГБОУ ВПО «РЭУ им. Г. В. Плеханова»). — Москва : ФГБОУ ВПО «РЭУ им. Г. В. Плеханова», 2014. — 143 с. ISBN 978-5-7307-0939-3
- Прогнозирование и планирование в экономике региона: теоретические и практические аспекты: учебное пособие для бакалавров / Г. Ю. Гагарина, Л. Н. Чайникова, В. Н. Чайников ; М-во образования и науки Российской Федерации, Федеральное гос. бюджетное образовательное учреждение высш. образования «Российский экономический ун-т им. Г. В. Плеханова» (ФГБОУ ВО «РЭУ им. Г. В. Плеханова»). — Москва : ФГБОУ ВО «РЭУ им. Г. В. Плеханова», 2015. — 104 с. ISBN 978-5-7307-1063-4
- Государственная стратегия регионального развития: учебное пособие для студентов высших учебных заведений / Л. С. Архипова, Г. Ю. Гагарина ; М-во образования и науки Российской Федерации, Федеральное гос. бюджетное образовательное учреждение высш. проф. образования «Российский экономический ун-т им. Г. В. Плеханова» (ФГБОУ ВО «РЭУ им. Г. В. Плеханова»). — Москва : РЭУ им. Г. В. Плеханова, 2015. — 167 с. ISBN 978-5-7307-1054-2
- Конкуренция как основа экономики: концептуальные подходы к исследованию роли конкуренции / Л. С. Архипова, Г. Ю. Гагарина, А. М. Архипов. — Москва : ИНФРА-М, 2015. — 102 с. ISBN 978-5-16-010478-2
- Проблемы экономической и информационной безопасности социально-экономических систем: материалы Международной научно-практической конференции молодых ученых им. И. Г. Попова, 25-26 ноября 2014 г. / М-во образования и науки Российской Федерации, Федеральное гос. бюджетное образовательное учреждение высш. проф. образования ФГБОУ ВПО «РЭУ им. Г. В. Плеханова»; редкол.: Г. Ю. Гагарина и др. — Москва : 2015. — 267 с. ISBN 978-5-7307-0987-4
- Стратегическое развитие российских регионов: [учебное пособие для бакалавров] / Л. С. Архипова, Г. Ю. Гагарина, Л. Н. Чайникова ; Министерство образования и науки Российской Федерации, Федеральное государственное бюджетное образовательное учреждение высшего образования «Российский экономический университет имени Г. В. Плеханова» (ФГБОУ ВО «РЭУ им. Г. В. Плеханова»). — Москва : РЭУ им. Г. В. Плеханова, 2016. — 179 с. ISBN 978-5-7307-1141-9
- Основы экономической безопасности: учебное пособие / Г. Ю. Гагарина, Л. С. Архипова, К. Ю. Багратуни и др.; под общ. ред. Г. Ю. Гагариной ; Министерство образования и науки Российской Федерации, Федеральное государственное бюджетное образовательное учреждение высшего образования «Российский экономический университет имени Г. В. Плеханова». — Москва : ФГБОУ ВО «РЭУ им. Г. В. Плеханова», 2017. — 195 с. ISBN 978-5-7307-1249-2
- Стратегическое планирование экономики : учебное пособие / под ред. Г. Ю. Гагариной ; Министерство науки и высшего образования Российской Федерации, Федеральное государственное бюджетное образовательное учреждение высшего образования «Российский экономический университет имени Г. В. Плеханова» (ФГБОУ ВО «РЭУ им. Г. В. Плеханова»). — Москва : РЭУ им. Г. В. Плеханова, 2019. — 253 с. ISBN 978-5-7307-1463-2
- Южный федеральный округ: социально-экономическое положение и особенности развития : учебное пособие / Е. В. Ерохина, Г. Ю. Гагарина ; Министерство науки и высшего образования Российской Федерации, Федеральное государственное бюджетное образовательное учреждение высшего образования «Российский экономический университет имени Г. В. Плеханова» (ФГБОУ ВО «РЭУ им. Г. В. Плеханова»). — Москва : РЭУ им. Г. В. Плеханова, 2020. — 176 с. ISBN 978-5-7307-1613-1[5]

### Статьи в журналах
- Пространственный аспект экономического роста России и его инновационная составляющая / Научно-технические ведомости Санкт-Петербургского государственного политехнического университета // 2015, том 1, № 211, с. 18-32
- Инновации в экономике и динамика пространственного развития / Вестник Удмуртского университета // 2016, том 26, № 5, с. 7-15
- Прогнозирование социально-экономического развития российских регионов / Экономика региона // 2017, том 13, № 4, с. 1080—1094
- Диагностика социально-экономического развития регионов Российской Федерации с применением технологии нейросетевого моделирования / Плехановский научный бюллетень // 2017, № 2 (12), с. 205—209
- Оценка конкурентоспособности регионов с сельскохозяйственной специализацией (на примере регионов Южного федерального округа) / Экономика, труд, управление в сельском хозяйстве // 2018, том 12, № 45, с. 72-85
- Некоторые вопросы управления социально-экономическим развитием субъектов Российской Федерации на основе системы стратегического планирования /Управленческое консультирование // издательство Российская академия народного хозяйства и государственной службы при Президенте Российской Федерации (Санкт-Петербург), 2018, том 12, № 120, с. 79-90
- Концептуальные основы диагностики уровня экономической интеграции субъектов Российской Федерации / Плехановский научный бюллетень // 2018, № 2(14), с. 131—141
- Применение целей устойчивого развития ООН в стратегиях субъектов Российской Федерации / Управленческое консультирование // издательство Российская академия народного хозяйства и государственной службы при Президенте Российской Федерации (Санкт-Петербург), 2019, том 1, № 121, с. 54-63
- Оценка уровня развития территориальной социально-экономической системы агломерационного типа (на примере Барнаульской агломерации) / Вестник Российского экономического университета им. Г. В. Плеханова // издательство РЭУ им. Г. В. Плеханова (Москва), 2019, том 1, № 103, с. 79-95
- Tools to ensure the economic security of the old industrial regions / Entrepreneurship and Sustainability Issues // издательство Entrepreneurship and Sustainability Center (Vilnius), 2019, том 7, № 1, с. 747—762
- Multifactor Forecasting of Socioeconomic Development of Regions / International Journal of Engineering and Advanced Technology // 2019, том 9, № 1, с. 5570-5576[6]

## Звания
- Заслуженный работник высшей школы Российской Федерации (2008) — «за заслуги в научно-педагогической деятельности и большой вклад в подготовку квалифицированных специалистов»[7]

## Семья
- Отец — Юрий Алексеевич Гагарин (1934—1968) — первый космонавт Земли.
- Мать — Валентина Ивановна Гагарина (1935—2020) — вдова первого космонавта Юрия Гагарина. Кавалер ордена Ленина.
- Сестра — Елена Юрьевна Гагарина (род. 1959) — советский и российский искусствовед.
- Муж — Константин Леонидович Кондратчик (род. 1958), детский специалист-гематолог, кандидат медицинских наук.
  - Сын — Юрий Константинович Кондратчик (род. 1989), кандидат экономических наук, генеральный директор аэропорта Хабаровска. Депутат Законодательной думы Хабаровского края VIII созыва от партии «Новые люди» (с 2024)[8].